# Gare Bonaventure
La gare Bonaventure est une gare ferroviaire en service de 1847 à 1948, elle est détruite en 1952. Elle était située rue Saint-Bonaventure, devenue une partie de la rue Saint-Jacques, au centre de la ville de Montréal, dans la province de Québec au Canada.

## Situation ferroviaire
Gare terminus, en impasse, au centre de Montréal.

## Histoire

### Gare voyageurs (1847-1948)

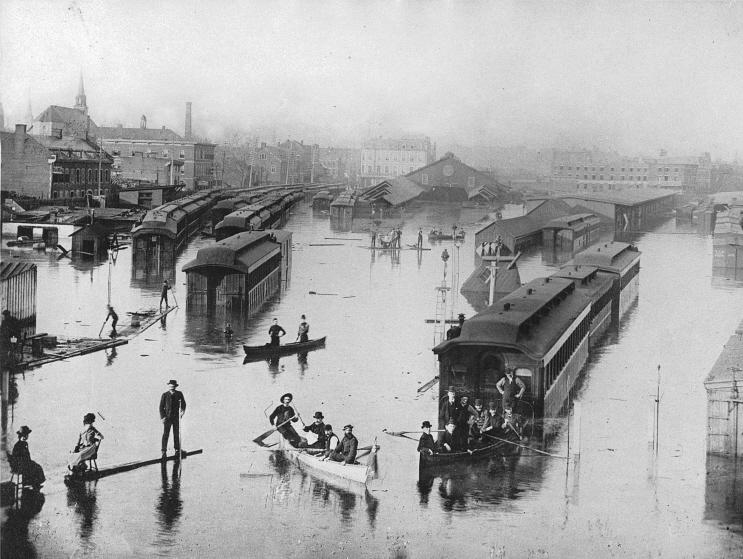
Inondation, gare Bonaventure, Montréal, QC, 1886

Nommée d'après sa situation sur la rue Saint-Bonaventure, maintenant partie de la rue Saint-Jacques, la première gare Bonaventure est construite en 1847 pour servir de terminus principal au Montreal and Lachine Railroad (en). Le Bonaventure dont il est question est le théologien, philosophe et mystique Bonaventure de Bagnoregio. 

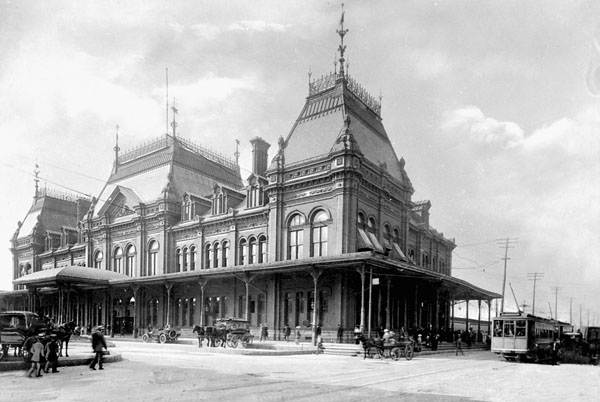
Gare Bonaventure dans les années 1890.

Le petit immeuble en bois est loué par le Chemin de fer du Grand-Tronc en 1864 pour lui permettre un accès au centre-ville. Le Grand Tronc achète ensuite la gare, pour la transformer en terminus pour Montréal.
Dans les années 1880, le chemin de fer Intercolonial commence à utiliser la gare comme terminus ouest pour son train vers Halifax et d'autres endroits des Maritimes (voir L'Océan). La gare originelle se trouve bientôt exiguë et de piètre apparence pour le service aux passagers, d'autant plus que le Canadien Pacifique projette sa Gare Windsor de grand style. En 1886, le Grand Tronc la remplace donc par un élégant bâtiment en pierre de deux étages, de style Second Empire. 
Le 1er mars 1916, un incendie détruit l'étage supérieur et le toit de l'édifice et on lui construit un toit terrasse.
En 1923, le gouvernement canadien nationalise plusieurs chemins de fer en faillite ou quasi-faillite et forme le Canadien National (CN), qui continue d'utiliser la gare. Celle-ci est cependant située au centre de la rue Windsor (aujourd'hui partie de la rue Peel) que la Ville de Montréal désire prolonger vers le sud. En 1947, le Canadien National accepte de déplacer la gare vers l'ouest, mais un incendie la détruit le 23 août 1948. La démolition est complétée en 1952. 
Le terrain de l'ancienne gare est transféré au square Chaboillez, le prolongeant jusqu'à la rue Saint-Jacques, puis utilisé pour la construction du planétarium Dow.

### Gare marchandise (1950-1980)
Une nouvelle gare de fret portant le même nom est construite immédiatement à l'ouest en 1950 et sert à divers usages liés au chemin de fer jusqu'aux années 1980, lorsqu'elle est convertie à des usages commerciaux. 

## Place Bonaventure et métro
Les terrains qui avaient été utilisés par le Grand Tronc pour la Gare Bonaventure, ainsi que les terrains acquis par le CN au début du XXe siècle pour son projet immobilier, passent aux mains du CN et du gouvernement fédéral. Dans les années d'après-guerre, le CN dirige un projet de redéveloppement urbain du centre-ville, en utilisant ces terrains et en mettant l'accent sur la nouvelle Gare Centrale.
En plus de la Place Ville Marie, de l'Hôtel Reine Elizabeth et du siège social du CN, Montréal accueille l'un des plus imposants développements commerciaux au monde quand la Place Bonaventure est construite au-dessus d'une partie des rails de la Gare Centrale, quelques rues au nord-est de la Gare Bonaventure. Ce complexe, construit entre 1964 et 1967, juste à temps pour l'Exposition universelle de 1967, inclut une gare intermodale en plus de salles d'exposition et d'un hôtel.  
La station de métro Bonaventure, inaugurée en 1967 fait partie du complexe et a été construite pour desservir les environs.